# Rayhana bint Zayd ibn Amr
Rayhana bint Zayd ibn Amr (àrab: ريحانة بنت زيد بن عمرو, Rayḥāna bint Zayd ibn ʿAmr) va ser una dona jueva de la tribu Banu Quraydha amb una discutida relació amb el profeta Mahoma.

## Biografia
Rayhana era originàriament membre de la tribu Banu n-Nadir que es va casar amb un home dels Banu Qurayza. Rayhana va ser capturada com esclava després de la derrota dels Banu Qurayza a mans dels exèrcits de Mahoma. Segons Ibn Ishaq, Mahoma la va prendre com esclava i li va oferir l'estat de convertir-se en la seva dona si ella va acceptar l'Islam, però ella s'hi va negar. Segons el seu relat, tot i que Rayhana es diu que més tard es va convertir a l'islam, va morir com a esclava. Segons Marc Scholl, Rayhana va esdevenir la concubina del Profeta, o es va casar amb ell i es van divorciar després.
Ibn Sad, citant Al-Waqidí, diu que la seva relació era de manumissió, però que més tard es va casar amb Mahoma. Segons Al-Halabí, Mahoma després del casament va anunciar el dot per a ella. En contraure matrimoni, ella es va negar a portar el hijab, el que no va agradar a Mahoma. En qualsevol cas, sembla que la parella més tard s'hauria reconciliat. Ella va morir jove, en una data similar a Mahoma, i va ser enterrada al cementiri Jannat al-Baqi. Ibn Hàjar cita una descripció de la casa que Muhammad va donar a Rayhana després del seu matrimoni.
En una altra versió, Hafiz Ibn Minda escriu que Rayhana va ser posada en llibertat i va tornar a viure amb el seu propi poble. Aquesta versió no és coherent amb la possible exterminació de la tribu.